# Банч, Ральф
Ральф Джонсон Банч (англ. Ralph Johnson Bunche, 7 августа 1904[…], Детройт, Мичиган — 9 декабря 1971, Нью-Йорк, Нью-Йорк) — американский дипломат и правозащитник, лауреат Нобелевской премии мира за 1950 год. Первый афроамериканский (и вообще темнокожий) Нобелевский лауреат.

## Ранние годы и образование
Банч родился в 1904 году в Детройте, штат Мичиган, США. Его отец работал парикмахером, а мать была музыкантом. Когда Ральф был ещё ребёнком, его семья переехала в Альбукерке, штат Нью-Мексико, где родители намеревались поправить своё пошатнувшееся здоровье. Однако вскоре они скончались, и мальчик поселился у своей бабушки в Лос-Анджелесе.
Обучаясь в средней школе им. Джефферсона, Банч зарекомендовал себя не только способным учеником, но также и прекрасным оратором и спортсменом. Благодаря своей спортивной стипендии, он сумел поступить в Калифорнийский университет в Лос-Анджелесе, который окончил в 1927 году со степенью бакалавра по международным отношениям. Он продолжил обучение в Гарвардском университете, где в 1928 году получил степень магистра, а в 1934 году — доктора философии. Одновременно с этим Банч работал преподавателем политологии в университете Говарда в Вашингтоне. С 1936 года по 1938 год занимался антропологическим исследованием в Лондонской школе экономики и политических наук, а также в Кейптаунском университете.

## Карьера
С 1928 по 1950 год Банч возглавлял факультет политологии университета Говарда. Являлся членом Американской федерации учителей. В 1936 году он стал одним из содиректоров Института расовых отношений при Свортморском колледже. Тогда же он опубликовал работу «Всемирный обзор рас» (англ. A World View of Race), а в 1944 году совместно с шведским социологом Гуннаром Мюрдалем выпустил книгу «Американская дилемма» (англ. An American Dilemma). Банч был членом так называемого «чёрного кабинета» при администрации Рузвельта, занимавшегося вопросами расовых меньшинств. Он яро выступал против расовых предрассудков и заявлял о несовместимости расовой сегрегации и демократии.
Во время Второй мировой войны Банч работал в Управлении стратегических служб в качестве аналитика по колониальным вопросам. В 1943 году он перешёл на работу в Государственный департамент. В 1946 году, при содействии Генерального секретаря ООН Трюгве Ли, он возглавил Совет по опеке ООН, занимавшийся наблюдением за управлением подопечными территориями.
В период с 1948 по 1949 год Банч сыграл решающую роль в урегулировании Арабо-израильского конфликта. Изначально он являлся помощником Фольке Бернадота, выполнявшим роль посредника ООН на Ближнем Востоке. Но после убийства Бернадота в сентябре 1948 года, ведение переговоров было поручено Банчу. Совместно с Брайаном Эркетом ему удалось добиться прекращения огня, а впоследствии — и подписания мирного соглашения. За урегулирование конфликта в 1950 году он был удостоен Нобелевской премии мира, став её первым темнокожим лауреатом.
В 1953-1954 годах Банч занимал пост Президента Американской политологической ассоциации. 
Продолжив работу в ООН, в 1954 году он стал заместителем секретаря по особым политическим поручениям, а с 1967 по 1971 год занимал пост заместителя Генерального секретаря. Он был представителем ООН в таких горячих точках как Конго, Йемен, Кашмир и Кипр.
В 1963 году также был награждён Медалью свободы.
Банч скончался в 1971 году на 68-м году жизни. Похоронен в Бронксе (Нью-Йорк).

## Признание
В честь Ральфа Банча назван парк в Нью-Йорке напротив Штаб-квартиры ООН.